# Anton K. Schnyder
Anton K. Schnyder (* 1952, heimatberechtigt in Thalwil) ist Ordinarius für Privatrecht an der Universität Zürich.

## Leben
Seine akademische Karriere begann Schnyder an der Universität Zürich, wo er den Doktor der Rechtswissenschaften abschloss und von 1973 bis 1981 als wissenschaftlicher Assistent tätig war. 1982 folgte ein Master of Laws an der University of California, Berkeley. Anschliessend war er von 1983 bis 1984 Lehrbeauftragter an der Universität Zürich und machte von 1984 bis 1987 einen Forschungsaufenthalt am Max-Planck-Institut für ausländisches und internationales Privatrecht in Hamburg. Während dieser Zeit habilitierte er mit einer Arbeit zum Thema „Wirtschaftskollisionsrecht - Sonderanknüpfung und extraterritoriale Anwendung wirtschaftsrechtlicher Normen unter besonderer Berücksichtigung von Marktrecht“.
Von 1987 bis 1993 arbeitete Schnyder als Rechtskonsulent bei der Zürich Versicherungs-Gesellschaft. Im Oktober 1993 wurde er als Ordinarius für Privatrecht an der Universität Basel berufen. Im März 2003 wechselte er an die Universität Zürich und ist dort seither ordentlicher Professor für Privat- und Wirtschaftsrecht, Internationales Privat- und Zivilverfahrensrecht und Rechtsvergleichung. Seit Mai 2008 ist er zudem Konsulent bei einer Zürcher Anwaltskanzlei.
Parallel zu seiner akademischen Tätigkeit war Schnyder von 1994 bis 2004 Vizepräsident und von Februar 2004 bis Ende 2006 Präsident der Eidgenössischen Rekurskommission für die Aufsicht über die Privatversicherung sowie von Ende 2001 bis April 2006 Mitglied des Verwaltungsrates der Converium Holding AG.